# 233-as busz (Budapest)
A budapesti 233-as jelzésű autóbusz Budatétény vasútállomás (Campona) és Újpalota, Nyírpalota út között közlekedett. A vonalat a Budapesti Közlekedési Zrt. és a VT-Arriva üzemeltette. Csak munkanapokon, csúcsidőben közlekedett. Az Astoria és Újpalota között gyorsjáratként járt.

## Története
Az M4-es metró 2014-es átadásához kapcsolódóan átalakult a felszíni járatok közlekedése, emiatt március 31-én a 233E viszonylat jelzése 233-asra módosult, és Újpalota, Nyírpalota útig hosszabbodott. A járat megállókiosztása is változott, a budai oldalon több helyen állt meg, az Astoria és Újpalota között viszont gyorsjáratként közlekedett. 2015. április 1-jén megszűnt a Budafoki út 215. megállóhely. 2016. június 3-án üzemzárással megszűnt, a 33-as, a 108E és a 133E busz pótolja részlegesen. Budatétény és a Rózsakert lakótelep térségében a forgalmát a Kelenföld vasútállomás felé tartó 101B és 101E jelzésű gyorsjáratok vették át.

## Útvonala
| Budatétény vasútállomás (Campona) felé | Újpalota, Nyírpalota út felé |
| --- | --- |
| Újpalota, Nyírpalota út vá. – Nyírpalota út – Drégelyvár utca – felüljáró – Csömöri út – Bosnyák tér – Thököly út – Baross tér – Rákóczi út – Kossuth Lajos utca – Ferenciek tere – Szabad sajtó út – Erzsébet híd – Szent Gellért rakpart- Szent Gellért tér – Műegyetem rakpart – Budafoki út – Hunyadi János út – Kitérő út – Leányka utca – Kossuth Lajos utca – Nagytétényi út – Rózsakert utca – VII. utca – Dózsa György út – Minta utca – Nagytétényi út – Budatétény vasútállomás (Campona) vá. | Budatétény vasútállomás (Campona) vá. – Nagytétényi út – Minta utca – Dózsa György út – VII. utca – Rózsakert utca – Nagytétényi út – Mária Terézia utca – Leányka utca – Kitérő út – Hunyadi János út – Budafoki út – Műegyetem rakpart – Szent Gellért tér – Szent Gellért rakpart – Erzsébet híd – Szabad sajtó út – Ferenciek tere – Kossuth Lajos utca – Rákóczi út – Baross tér – Thököly út – Bosnyák tér – Csömöri út – felüljáró – Drégelyvár utca – Nyírpalota út – Újpalota, Nyírpalota út vá. |

## Megállóhelyei
| 0  | 0  | Újpalota, Nyírpalota út végállomás           | 70 | 62 | 7, 7E, 46, 107, 130, 133, 146 |
| 1  | 1  | Vásárcsarnok                                 | 68 | 60 | 7, 7E, 46, 96, 107, 130, 133, 146, 196, 196A, 296, 296A 69 |
| 3  | 3  | Fő tér                                       | 67 | 59 | 7, 7E, 46, 96, 107, 130, 133, 146, 196, 196A, 224, 296, 296A 69 |
| 4  | 4  | Apolló utca                                  | 65 | 57 | 7, 107, 133, 224, 231, 277 |
| 5  | 5  | Molnár Viktor utca                           | 64 | 56 | 7, 7E, 107, 133, 277 |
| 9  | 9  | Bosnyák tér                                  | 60 | 52 | 7, 7E, 32, 107, 110, 112, 124, 125, 133, 239, 277 3, 62, 62A |
| 11 | 11 | Tisza István tér                             | 58 | 50 | 7, 107, 110, 112, 133, 239 82 |
| 13 | 13 | Zugló vasútállomás                           | 55 | 47 | 5, 7, 7E, 107, 110, 112, 133, 239 1 72 S20 , S21 , S50 , Z50 , S51 , IC, sebesvonat, gyorsvonat                                                                    |
| 15 | 15 | Reiner Frigyes park                          | 52 | 44 | 5, 7, 30, 30A, 110, 112, 133, 230, 239 |
| 18 | 18 | Keleti pályaudvar M                          | 50 | 42 | 5, 7, 7E, 8, 20E, 30, 30A, 107, 110, 112, 133, 178, 230, 239 24 73, 76, 78, 79, 80, 80A 1102 X10 , S60 , G60 , Z60 , S80 , IC, EC, EN, sebesvonat, gyorsvonat, P+R |
| 21 | 21 | Blaha Lujza tér M                            | 47 | 39 | 5, 7, 7E, 8, 99, 107, 110, 112, 133, 178, 217E, 239 4, 6, 28, 28A, 37, 37A, 62 74                                                                                  |
| 23 | 23 | Astoria M                                    | 44 | 36 | 5, 7, 8, 9, 15, 107, 110, 112, 115, 133, 178, 239 47, 47B, 49 74                                                                                                   |
| 26 | 26 | Ferenciek tere M                             | 42 | 34 | 5, 7, 8, 107, 110, 112, 133, 178, 239 2 |
| 28 | 28 | Rudas Gyógyfürdő                             | 40 | 32 | 7, 8, 107, 110, 112, 178 19, 41, 56, 56A |
| 30 | 30 | Szent Gellért tér M                          | 38 | 30 | 7, 107, 133 19, 41, 47, 47B, 49, 56, 56A |
| 32 | 32 | Budafoki út / Karinthy Frigyes út            | 35 | 27 | 33, 133 6 |
| 34 | 34 | Budafoki út / Szerémi sor                    | 34 | 26 | 33, 133, 153, 154, 212 4 |
| 36 | 36 | Budafoki út / Dombóvári út                   | 32 | 24 | 33, 133 1 |
| 37 | 37 | Kelenföldi Erőmű                             | 30 | 22 | 33, 133 705 1120, 1134 |
| 39 | 39 | Hengermalom út                               | 28 | 20 | 33, 103, 133 |
| 41 | 41 | Galvani utca                                 | 27 | 19 | 33 |
| 43 | 43 | Kondorosi út                                 | 26 | 18 | 33 |
| 44 | 44 | Építész utca                                 | 25 | 17 | 33 |
| 45 | 45 | Vegyész utca                                 | 24 | 16 | 33 |
| 48 | 48 | Leányka utcai lakótelep                      | 21 | 13 | 33, 58, 114, 133, 141, 158, 213, 214, 241, 250, 251, 258 47, 56 |
| 49 | 49 | Savoyai Jenő tér                             | 20 | 12 | 33, 58, 114, 141, 158, 213, 214, 241, 241A, 250, 251, 251A, 258 47, 56                                                                                             |
| 51 | 51 | Városház tér                                 | 19 | 11 | 33, 58, 114, 133, 141, 158, 213, 214, 241, 241A, 250, 251, 251A, 258 47, 56 S30 , S34 , S35 , S36 , S40 , S42 , G43 P+R                                            |
| 52 | 52 | Tóth József utca                             | 17 | 9  | 33, 58, 114, 141, 158, 213, 214, 250, 258 |
| 53 | 53 | Vágóhíd utca                                 | 15 | 7  | 33, 114, 213, 214 |
| 54 | 54 | Háros vasútállomás                           | 14 | 6  | 33, 114, 133, 213, 214 S40 , S42 P+R |
| 55 | 55 | Háros utca                                   | 12 | 4  | 33, 114, 213, 214 |
| 57 | 57 | Jókai Mór utca                               | 11 | 3  | 33, 114, 133, 138, 150, 213, 214 |
| 59 | 59 | Lépcsős utca                                 | 10 | 2  | 33, 114, 133, 138, 150, 213, 214 |
| ∫  | 61 | Budatétényi sorompó                          | 8  | ∫  | 13, 33, 101, 113, 113A, 114, 133, 213, 214, 287 700, 758 |
| ∫  | 62 | Tűzliliom utca                               | 7  | ∫  | 101, 114 |
| ∫  | 62 | Rákóczi út                                   | 6  | ∫  | 101, 114 |
| ∫  | 63 | Terv utca                                    | 5  | ∫  | 101, 114 |
| ∫  | 64 | Szent László utca                            | 4  | ∫  | 114, 213, 214, 287 |
| ∫  | 65 | Tátra utca                                   | 3  | ∫  | 213, 214, 287 |
| ∫  | 66 | I. utca                                      | 2  | ∫  | 13, 113, 113A, 213, 214, 287 758 |
| ∫  | 67 | Budatétényi sorompó                          | 1  | ∫  | 13, 33, 101, 113, 113A, 114, 133, 213, 214, 287 700, 758 |
| 61 | 69 | Budatétény vasútállomás (Campona) végállomás | 0  | 0  | 13, 101, 113, 113A, 138, 150, 287 700, 758 S40 , S42 , G43 |

## Képgaléria

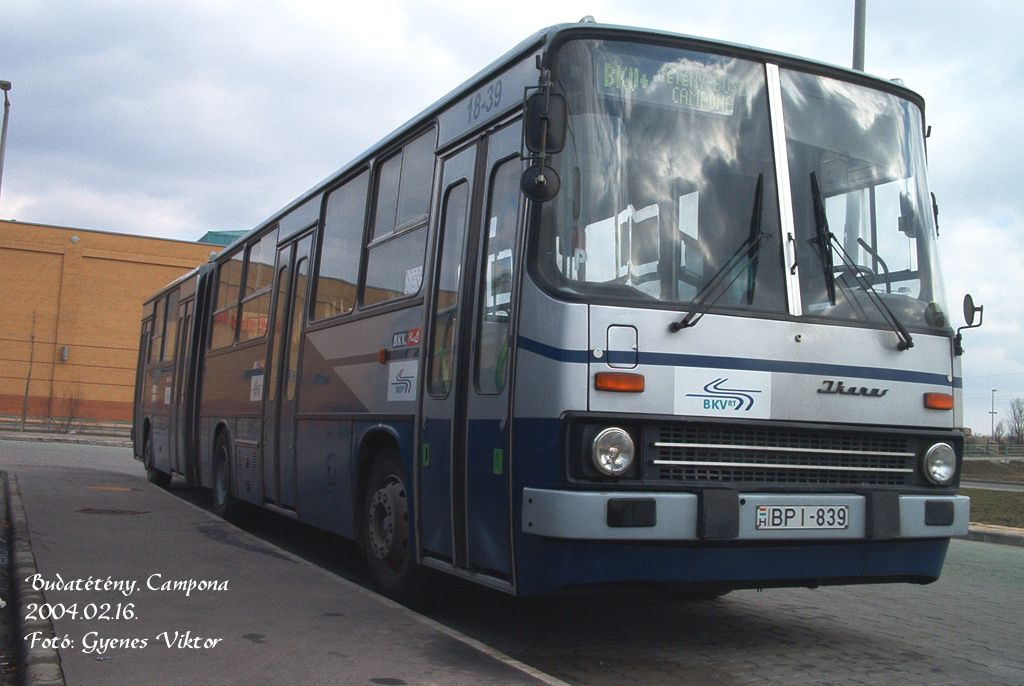
Tétény-busz a budafoki végállomáson
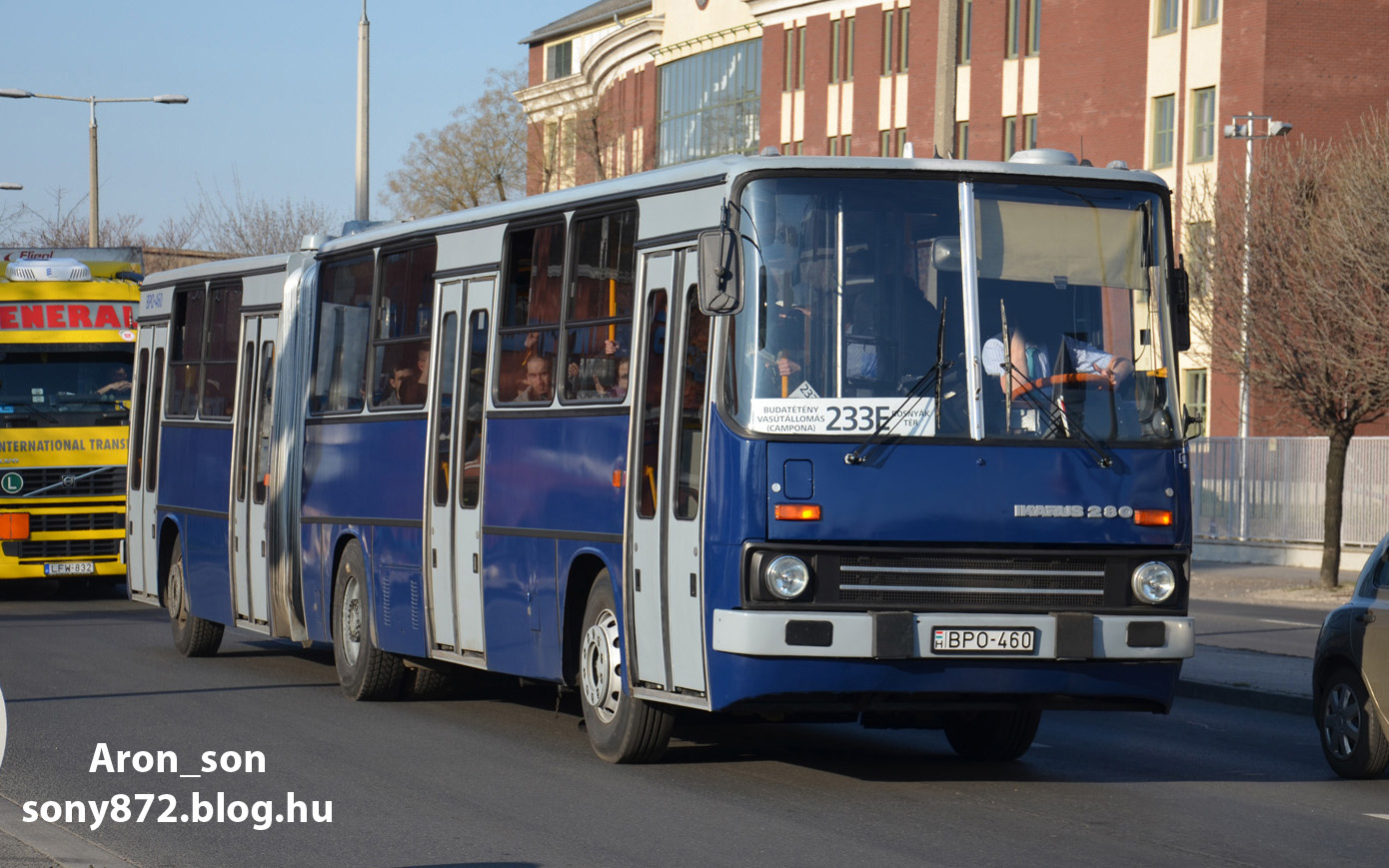
Ikarus 280 még 233E jelzéssel
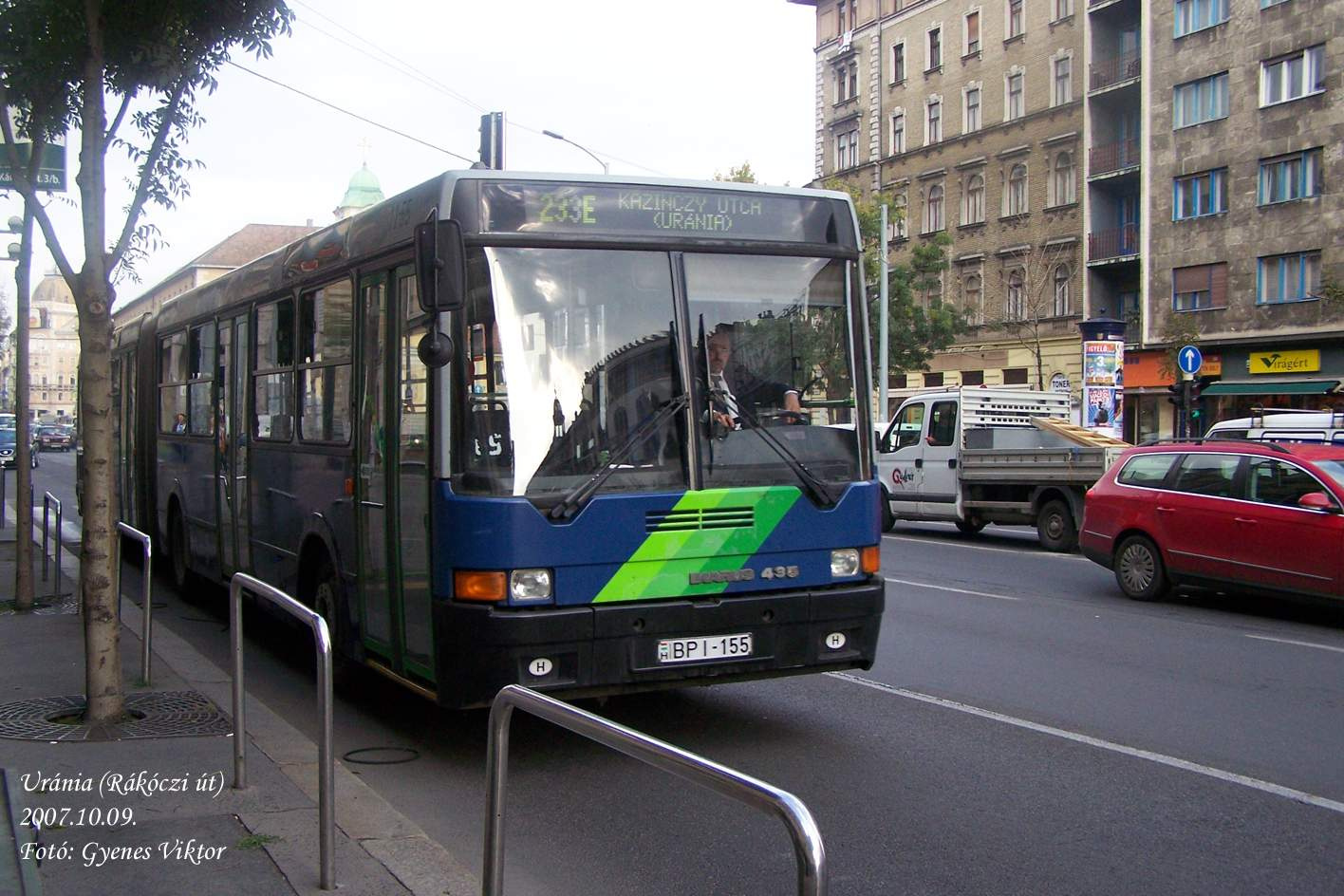
Ikarus 435 az Urániánál
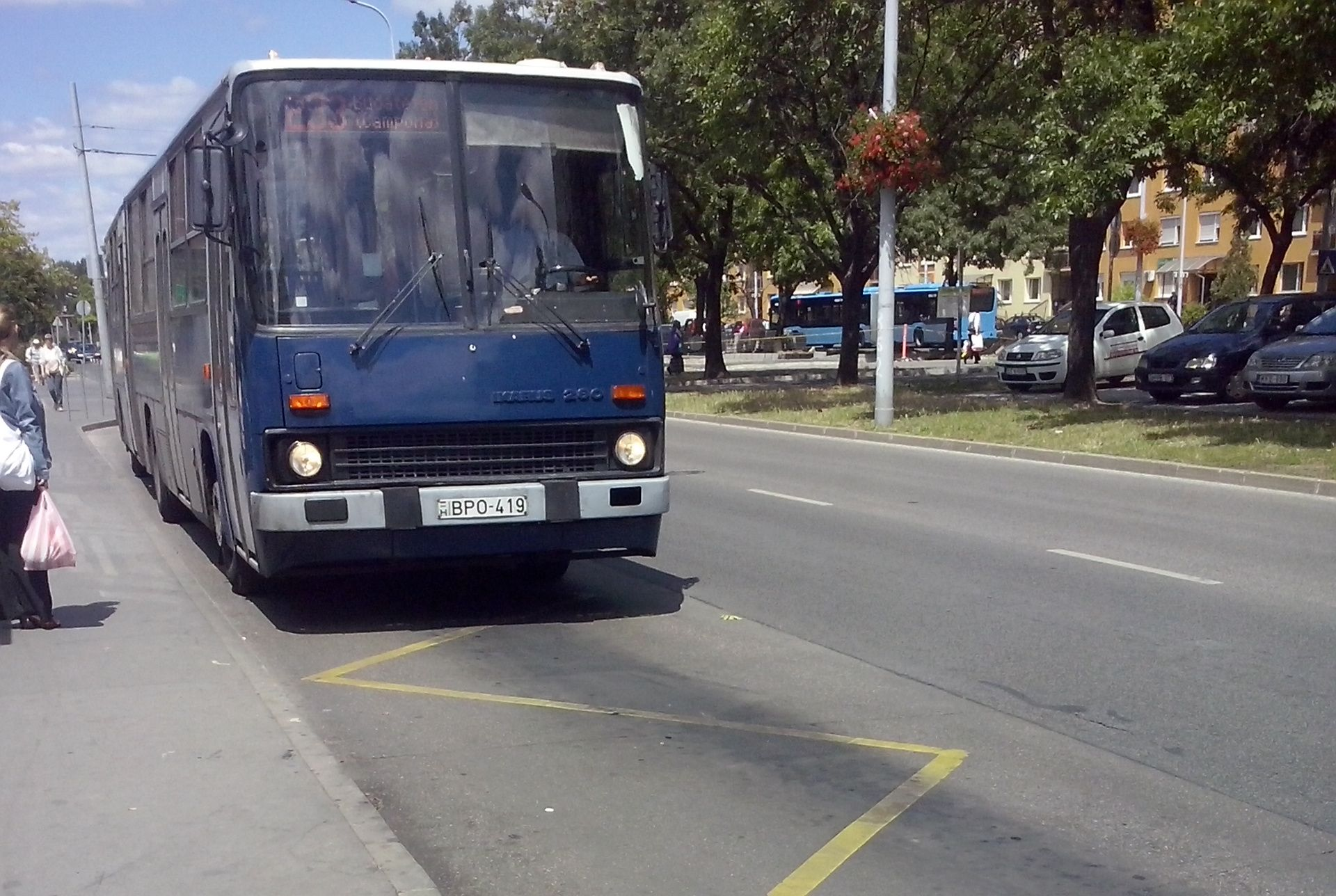
233-as busz a Vásárcsarnok megállóban